# 松島国際観光
松島国際観光株式会社（まつしまこくさいかんこう）は、宮城県宮城郡松島町に本社を置く企業である。
貸切バス事業、及び宿泊業を主に営んでいる。

## 沿革
- 2005年4月1日 - 松島循環バス運行開始。
- 2010年3月20日 - この日をもって松島循環バス、定期観光バス廃止。

## 宿泊業
- 松島町にあるホテル、ホテル松島大観荘を経営している。

## 路線バス（廃止）

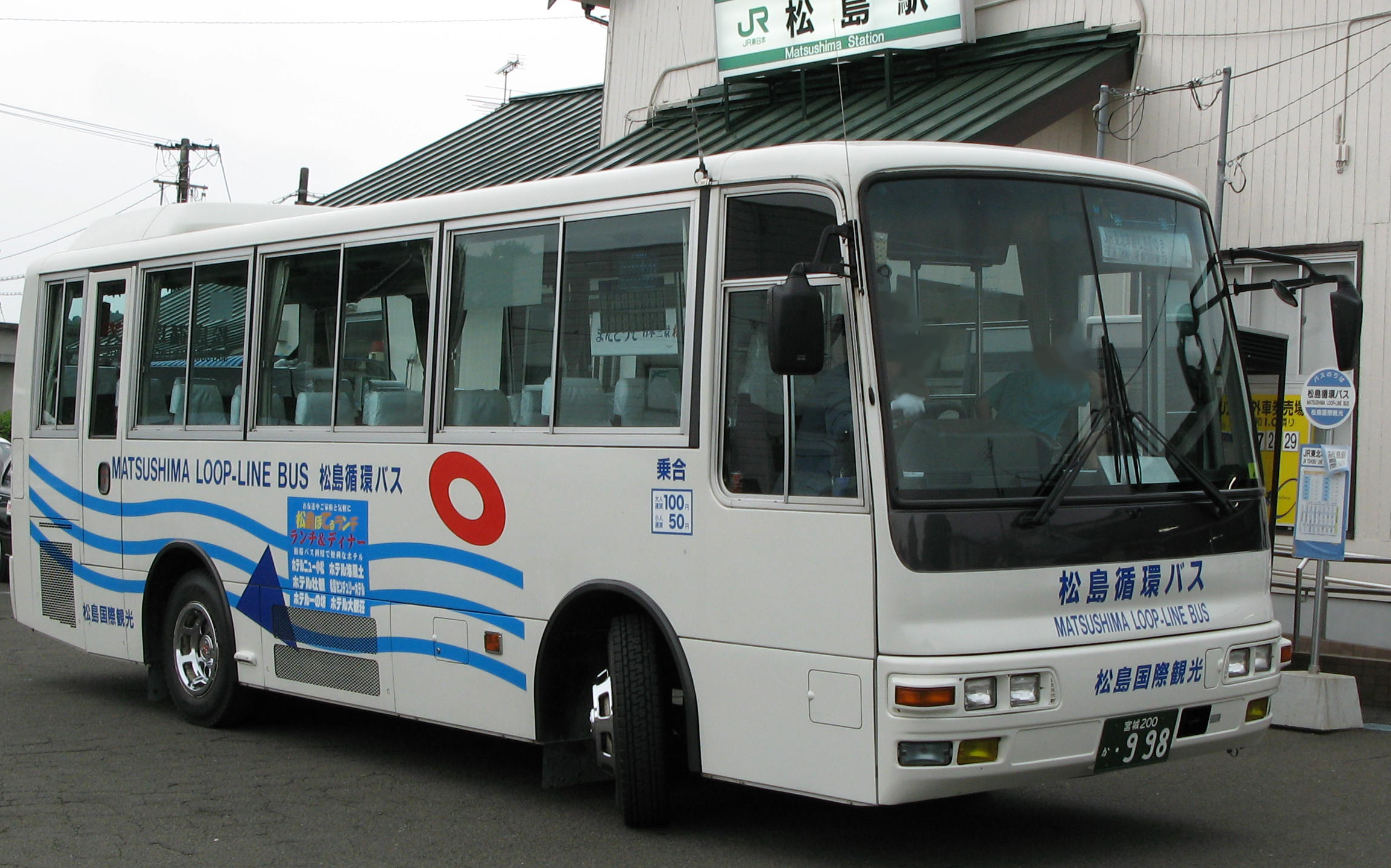
松島循環バスの車両及びバス停

以下の路線バスを運行していたが、現在は廃止されている。
松島循環バス　※全バス停掲載
- ホテル松島大観荘 - JR仙石線松島海岸駅　マリンピア松島水族館 - 松島センチュリーホテル　福浦島入口 - 松島観光中央　伊達政宗歴史館 - ホテル海風土　かき小屋 - ホテルニュー小松 - ホテル壮観 - ホテル一の坊 - JR東北本線松島駅 - ホテル壮観 - ホテル一の坊 - ホテル海風土　かき小屋 - ホテルニュー小松 - 松島センチュリーホテル　福浦島入口 - 松島観光中央観光協会前　瑞巌寺・観光桟橋 - JR仙石線松島海岸駅　マリンピア松島水族館 - ホテル松島大観荘
  - ダイヤは、8時台～18時台までほぼ30分ごとの運転、1周59分。
  - 運賃は、1回100円、小人は50円、幼児は無料。

定期観光バス　松島湾遊覧と鮮魚市場コース
- 松島観光桟橋 - マリンゲート塩釜 - 海の駅　武田のかまぼこ - 塩釜水産物仲卸市場 - 塩竃神社 - JR本塩釜駅（降車のみ） - JR松島海岸駅（降車のみ） - ホテル松島大観荘
  - 松島観光桟橋 - マリンゲート塩釜間は丸文松島汽船に乗船。
  - 運賃は2,500円（子供1,600円）。利用は2人からになる。